# Marussi
Marussi (grec: Μαρούσι, katharévussa: Αμαρούσιον), formes alternatives: Maroussi, Amarousion, i Amaroussion, és una ciutat dormitori al nord-est d'Atenes, Grècia, i un dels municipis més grans del cinturó d'Atenes. El Complex Olímpic d'Esports d'Atenes, el complex esportiu més gran de Grècia, està ubicat en aquesta ciutat. L'avinguda principal és l'Avinguda Kifisias, que connecta directament Marussi amb el centre d'Atenes. Marussi també està comunicat amb quatre estacions de tren urbà (ISAP, Athens-Piraeus Electric Railways) i dues de metro. L'estudi de la cadena de televisió ANT1 es troben a Marussi, així com les oficines de moltes multinacionals com Kodak, Bayer, Kimberly-Clark, Siemens AG o Nestlé.

## Població al llarg de la història
| Any  | Població | Increment       | Densitat     |
| ---- | -------- | --------------- | ------------ |
| 1981 | 48.151   | -               | 3,721.67/km² |
| 1991 | 64.092   | +15.941/+33,11% | 4,953.78/km² |
| 2001 | 69.470   | +5.378/+8,39%   | 5,369.45/km² |

## La Marussi moderna
Marussi, ciutat dormitori d'Atenes, era, fins als huitanta, bàsicament un lloc on la gent de la capital tenia una segona residència. Durant els noranta, degut al desenvolupament de les infraestructures (metro, tren de rodalia), la disponibilitat de terreny i la possibilitat de fer-hi negoci van transformar Marussi en el que hui és conegut com el districte financer d'Atenes. A començaments de segle el creixement se sostenia principalment per la construcció d'habitatges unifamiliars i alguns edificis d'oficines per a empreses. Hui, llevat de l'avinguda comercial Kifissias, és una zona majoritàriament residencial.

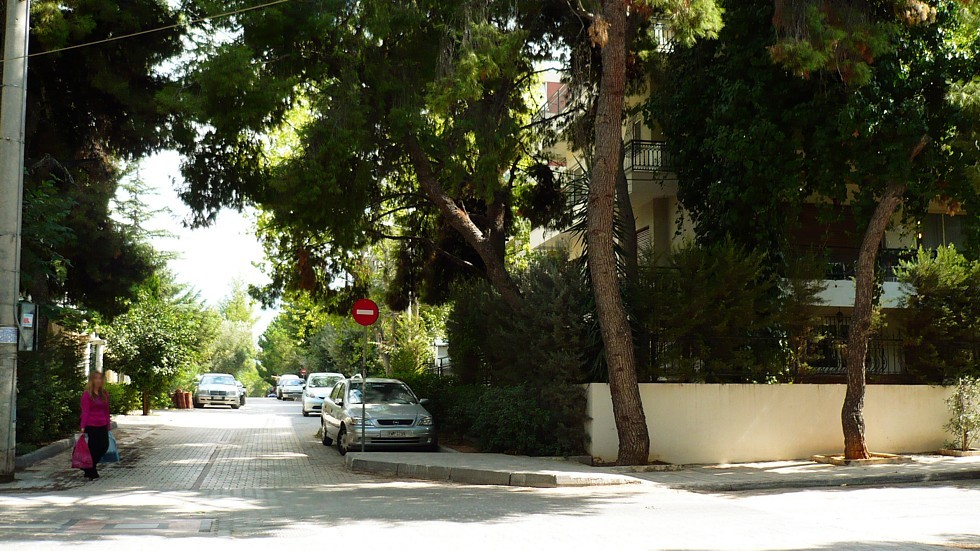
Nord-oest de Marussi

Marussi ofereix una ampla varietat d'activitats a visitants i residents com ara cafeteries, restaurants, poliesportius, reconegudes institucions en l'ensenyament (tant públiques com privades) i altres serveis. Marussi també té una llarga tradició esportiva, ja que alberga el Complex Olímpic d'Esports d'Atenes i l'estadi del reconegut equip de bàsquet Maroussi BC.

## Transport

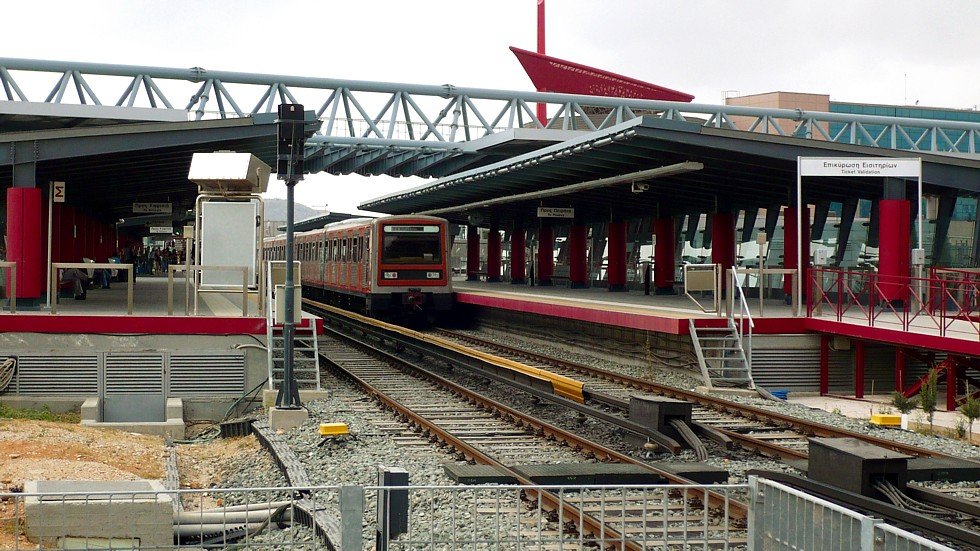
Estació de Neratziotissa

Marussi està comunicada amb la resta d'Atenes per la xarxa d'autobusos i la línia 1 (verda) del tren urbà (ISAP, Athens-Piraeus Electric Railways). El bitllet de tots dos és el mateix i costa 1,40 € (última actualització: abril del 2017). Es pot utilitzar tantes voltes com es vulga - també fent transbords - durant una hora i mitja des de la primera utilització del bitllet, com a la resta d'Atenes.
Marussi també disposa d'una modesta línia d'autobús completament gratuïta per als desplaçaments dins de la ciutat.
A més a més, està prevista la construcció d'una estació de la línia quatre del metro.